# Pedagógiai konstruktivizmus
A pedagógiai konstruktivizmus vagy konstruktivista pedagógia, itthon kevésbé elterjedt elnevezéssel: konstrukcionizmus egy viszonylag fiatal (az 1980-as években elterjedt) pedagógiai irányzat, amely számos tudományos megfigyelést és elméleti kritikai észrevételt igyekszik egyesíteni a célból, hogy az összetettebb emberi tanulási folyamatok jó magyarázó erejű és az oktatásban hatékonyan alkalmazható, újszerű modelljét hozza létre. Számos modern elemet olvasztott magába a fejlődéslélektanból, a kognitív pszichológiából, a szociológiából és a reformpedagógiák elméletéből.
A konstruktivisták szerint a tanulás és tudás aktív belső konstrukciós folyamat, ill. ennek eredménye, kialakulásában a befogadónak éppolyan kulcsszerepe van, mint az átadónak, és ennek az észrevételnek számos mélyreható elméleti és gyakorlati következménye van, mint pl. az ismeretelméleti objektivizmus és ezzel a kétértékű logikára alapuló ismeretfogalom, valamint az induktív ismeretszerzési paradigma elvetése, vagy a tanulóban meglévő kognitív struktúráknak (előismereteknek) a tanulási folyamat középpontjába helyezése. A konstruktivista pedagógia sajátos ismeretelméleti alapokra épül, amely elveti azt az objektivista ismeretelméleti tézist, miszerint a valóság és a róla való tudás/tanulás visszatükrözésként értelmezhető, de az eme dogma okozta problémákra adott „agnosztikus” választ is, miszerint megismerés nem lehetséges. A konstruktivista ismeretelmélet ehelyett elveti magát ezt az alapkérdést (mennyire objektív a tudás?), a világ megismerhetőségét, a tudás „valóságértékét” és a hasonló fogalmakat elméletileg értelmetlennek tartva.
Újszerűsége miatt, a konstruktivizmus elmélete (elsősorban didaktikai tekintetben) még nem teljesen kiforrott, és számos kérdésre nézve (pl. mit jelent konstruktivista módon tankönyvet írni) nincs kutatásokkal alátámasztott válasza. Megfogalmazódott már olyan (ironikus) vélemény is, miszerint konstruktivizmus mint olyan tulajdonképp nem is létezik: annyiféle konstruktivizmus van, ahány a témában publikáló szerző (bár ez az észrevétel nagyon is összefér a konstruktivizmus alapelveivel).
Szintén részben az újszerűség miatt (illetve amiatt, hogy az intézményes oktatás vélhetően nincs felkészülve a konstruktív pedagógia befogadására) van az, hogy a pedagógiai konstruktivizmus jelenleg sokkal inkább elmélet, mint gyakorlat: inkább egy oktatási „keretelmélet” és filozófia, számos gyakorlati következménnyel, mintsem egy receptszerű didaktikai módszer. Talán elhamarkodott dolog (főképp itthon) kifejezetten konstruktivista pedagógiáról beszélni, ahelyett, hogy pusztán konstruktivista ismeretelméletről vagy szemléletmódról beszélnénk, a szakirodalomban azonban elterjedt az előbbi elnevezés.

## Alapvető elvei
1. Ismeretelméleti alapelvek:

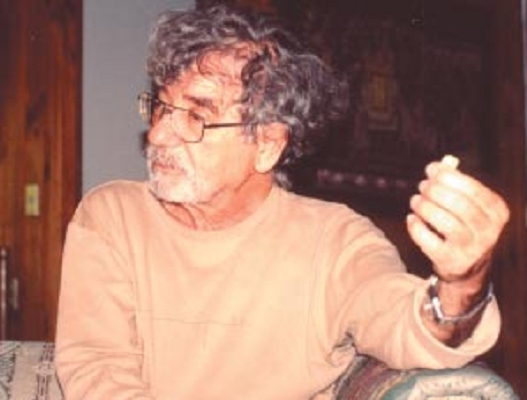
H. Maturana

  1. Innátizmus: A konstruktivisták számos új fejlődéslélektani kísérlet eredményét, melyek a veleszületett tudás létezésének kérdését vizsgálták, úgy értelmezik, hogy az újszülöttek jelentős genetikailag öröklött, illetve már nagyon korai életszakaszokban kialakuló tudással rendelkeznek. Eszerint el kell vetni az empirista- behaviorista „tiszta lap” elméletét.
  2. A konstruálás elve: A gyermek tehát nagyon korai életszakaszban a maga sajátos módján és a maga sajátos kognitív feldolgozórendszere segítségével aktívan értelmezi az őt ért hatásokat. A tanulási folyamatot régebben úgy értelmezték, hogy bizonyos külső hatások bizonyos, csak a külső hatástól függő választ fognak kiváltani a befogadóban. Humberto Maturana és mások kutatásaira támaszkodva, a konstruktivisták elvetik ezt a szemléletmódot, nemcsak a kutatás hangsúlyát helyezik át a környezetről a befogadóra, de többnyire elfogadják Maturama azon „autopoiézis”-tézisét is, amely az élő rendszerek elsődleges meghatározójának nem az alkalmazkodást, hanem éppen a környezettel szembeni zártságot, az asszimilációt tartja. Eszerint a tanulásban nem a környezet, hanem a befogadó a meghatározó elem, mivel a környezet csak bizonyos mértékben képes módosítani a tanulást végző kognitív rendszer (agy) struktúráját.[6] A külső ingerek, változatos szelekciós és integrációs folyamatok során, egyénenként eltérő hatásokat válthatnak ki. A belső kognitív struktúrák ily módon egy aktív konstrukciós folyamat eredményei. A tudás első megközelítésben mindig egyéni konstrukció – innen nyerte ez a pedagógiai szemlélet a nevét is.
  3. A „deduktivitás” elve: a konstruktivisták szerint a tudás az egyén élete során nem egyszerűbb elemekből keletkezik, amelyek egyre általános érvényűbbé válnak, hanem inkább az általános elvek válnak egyre részletesebbé, differenciáltabbá. Bizonyos általános kognitív struktúrák velünk születnek, a környezeti hatásokból keletkező benyomásokat (érzések, észleletek, tapasztalatok) pedig általában a már meglévő elveinkhez igazítjuk hozzá. Esetenként szükség van a kognitív struktúrák gyökeres módosítására (ez éppen olyan „forradalom” az egyén életében, mint egy új tudományos elmélet megszületése egy tudományos közösség életében, konstruktivista feltételezések szerint e két folyamat rendkívül hasonló, sőt esetleg ugyanaz), ez konceptuális váltás, azonban ennek sajátos feltételei vannak, amelyekre az oktatás során kiemelt figyelmet kell fordítani.[7]
  4. A szubjektivizmus elve: A legtöbb konstruktivista számára az a megállapítás, hogy a tudás olyan interpretációk sokaságaként létezik a világban, amelyek nem kis részben egyéni jellegűek, nem csak egy gyakorlati jellegű észrevétel, hanem egy ismeretelméleti állásfoglalás is. Nevezetesen, ha a tudás az egyén számára sajátságosként áll elő, akkor ennek a tudásnak az „érvényességét” is nagyban az egyénre szabottan kell megítélni. Emiatt a konstruktivizmus szakít a hagyományos „igaz-hamis” dichotómiával az információk értékelésével, „valósághoz való viszonyuk” megítélésével kapcsolatban, s így az objektivista ismeretelmélettel és pedagógiával is (szubjektivizmus). Ez azonban (a legtöbb konstruktivista esetében) nem jelenti a posztmodern ismeretelméleti nihilizmus elfogadását (noha az irányzat kritikusai sokszor azonosítják a két nézetet), az igazság fogalma a konstruktivisták szerint valójában nem megtagadásra, hanem pontosításra, finomításra, értelmezésre szorul.
  5. Az adaptivitás elve: Míg a szubjektivizmus elve negatív jellegű (mit nem fogad el a konstruktivizmus a hagyományos ismeretelméletből), az adaptivitás elve egy pozitív alapvetést tartalmaz arra nézve, hogy mivel helyettesíthető a tradicionális ismeretelmélet. A konstruktivisták a „valóság” fogalma helyett az „elmélet”, „modell”, az „objektivitás” helyett az „interszubjektivitás”[8] az igazságérték fogalma helyett pedig az adaptivitás fogalmára támaszkodnak (a szó az evolúcióbiológia szaknyelvéből származó metafora: a kognitív struktúrák hasonlóan adaptálódnak a környezethez, mint ahogy a fajok). Röviden és egy egyszerű példán keresztül elmondva: az úttesten átkelő gyermek valószínűleg a newtoni mechanika elveit alkalmazza (tudattalanul) a közeledő autók sebességének megítéléséra, és nem a relativisztikus mechanikát, noha egy szakértő tudós esetleg utóbbit tartaná „igaznak” és a newtoni mechanika elveit meghaladottnak. Az úttesten átkelő járókelő számára a relativisztikus mechanika alkalmazása azonban teljességgel értelmetlen és ennek ismerete nélkül is meglehetős sikerrel kel át az úttesten. A newtoni mechanika tehát adaptív, alkalmazható elmélet egy úttesten való átkelésnél. Viszont, ha így van, akkor hogyan lehetséges a „hamisságáról” beszélni? Egy fizikus és egy járókelő számára mást jelenthet egy elmélet igazsága, ennek értelmében az „igazság” is csak egy konstruált s emiatt egyénenként, közösségenként változó fogalom, amely nem tekinthető abszolút érvényűnek. Ez persze nem jelenti azt, hogy nem létezik és semmilyen értelemben nem mondható igaznak vagy hamisnak egy mondat, vagy egy egész elmélet (relativizmus, szolipszizmus), csak éppen egy mondat vagy egy elmélet igazságának eldöntése módszereinek illeszkednie kell az oktatási helyzethez, a közösség követelményeihez.
2. Operatív alapelvek:
  1. Az aktivitás elve: Ez a konstruálás elvének közvetlen következménye, operatív (a folyamat gyakorlati, oktatásirányítási szemszögére koncentráló) formája. Részben a konstruálás elvéből, részben más kísérleti eredményekből kiindulva, a konstruktivizmus szakít az oktatási-tanulási folyamatnak azzal a modelljével, amely azt egy aktív átadó (tanár) és egy passzív befogadó (diák) egyoldalú kettőseként értelmezi. A konstruktivista pedagógia (elsősorban, de nem kizárólag Jean Piaget, valamint a kognitív pszichológia bizonyos kutatási eredményeinek hatására) tevékeny szerepet tulajdonít az információáramlásban a „befogadónak”: eszerint az információ nem egyszerűen átáramlik a befogadóba, hanem a befogadó tulajdonképpen maga is létrehozza (megkonstruálja) azt, amikor integrálja a saját kognitív rendszerébe. Ennek megfelelően a konstruktivista pedagógusnak lehetővé kell tennie az önálló (akár egyéni, akár csoportos) ismeretszerző tevékenységet, és fokozott mértékben építenie kell a tanuló aktív tevékenységére.
  2. A differenciálás elve: A konstruálási elv fontos következménye, hogy a tudás ebben az értelemben meglehetősen individuális jelenség: nemcsak az egyén saját birtoka, de saját konstrukciója, terméke is. Ebből következően a tanulás inkább önszabályozó, mintsem irányított folyamatnak tekinthető, pontosabban, az irányítás eredménytelen lesz, amennyiben az önszabályozó jelleget nem veszi figyelembe. A hatékony pedagógusnak fokozott figyelmet kell fordítania az egyéni eltérésekre. „Minden egyéni világlátás személyes, egyedi, megalapozottságuk, felhasználhatóságuk szerint még az egymáshoz tartalmilag közel állók is jócskán eltérhetnek egymástól. A differenciáltságnak szinte minden téren jelen kell lennie a pedagógiai munkában. Nemcsak a feladatok differenciálására van szükség, hanem már a célok, a gyerekek számára kijelölhető követelmények, az értékelés, a tananyag, az eszközök, az elsajátítás útja és logikája tekintetében is. A konstruktivizmus és a differenciális pedagógia között mélyen gyökerező szövetség van.” (Nahalka István).[9]
  3. A deduktivitás elve: Minthogy a tanulás természetes körülmények között sokkal inkább deduktív, mintsem induktív jellegű folyamat, valószínűleg az oktatás is sokkal hatékonyabb lenne, ha ezt a rendszert követné. A hagyományos oktatási rendszerek a tudást apróbb elemekre bontják és egymás után adagolják, sokszor oly módon, hogy egy oktatási folyamategység végén kerül sor az általánosabb elvek megfogalmazására, a konstruktivisták szerint pont a fordított sorrend az ideális: először az elmélet legfontosabb fogalmait és koncepcióit kell elérhetővé és megérthetővé tenni a tanuló számára (elsősorban úgy, hogy ütköztetjük a már meglévő ismeretekkel), és ezekből már szinte automatikusan következnek a részletek.
  4. A kontextus elve: A tanulók minél inkább a számukra jól megragadható, gazdag ismeretrendszerrel rendelkező, jól ismert, szituációban találkozzanak az új ismertekkel. Életszerűség, konkrétség, gyakorlatiasság.

Fontos megjegyezni, hogy a konstruktivizmus nem feltétlenül jelent szélsőséges individualizmust, nem tagadja, hogy valamely elmélet, információ több ember számára nagyrészt ugyanazt jelenthesse (bár vannak ilyen, ún. radikális konstruktivista nézetet valló kutatók is, de ők többnyire elméleti szakemberek és nem pedagógusok), hiszen ez szintén az oktatási folyamat megtagadását jelentené. Az egyéni interpretációk egészen hatékonyan átadhatóak, tömegessé (interszubjektívvá) tehetőek (hiszen ezt sokszor tapasztaljuk a hétköznapok során is), legalább annyira, hogy funkcionálisan (például a gyakorlati tevékenység, alkalmazás szempontjából) ugyanazt jelentsék. Ebben kulcsszerepe van az olyan bevett módszereknek, mint például a vita. A szociális konstruktivisták nemhogy individualisták volnának, hanem egyenesen feltételezik, hogy a legtöbb, az egyén életében releváns tudás kollektív konstrukció eredménye.
Szintén nem jelenti a konstruktivizmus automatikusan az objektív valóság létezésének és a világ megismerhetőségének tagadását, vagyis az arisztotelészi értelemben vett anti-realizmust, noha, főképp a konstruktív pszichológia és szociálpszichológia művelői között, találhatók olyanok, akik ilyen szélsőséges értelemben is konstruktivisták. Annak ellenére, hogy sokszor maguk a konstruktivisták is tesznek félreérthető kijelentéseket, természetesen nem gondolják, hogy bármely egyén születése előtt az anyagi világ nem létezett, vagy hogy kétszer kettő az öt, ha elegendő sokan ezt feltételezik.
Tagadják azonban, hogy létezne olyan jelentés-rögzítő (interpretációs) vagy ellenőrző (verifikációs) módszer, amelynek segítségével bármely előre adott kognitív struktúra valóságnak való megfelelése definiálható és ellenőrizhető lenne. A radikális konstruktivista Glasersfeld megfogalmazása szerint az objektív valóság egy „feketedoboz”, amely legfeljebb arra képes, hogy a legszerencsétlenebb konstrukciókat hamar „visszadobja” az egyénnek javítás céljából, de ha egy kognitív struktúra adaptívnak bizonyul, akkor semmilyen módszer nem áll rendelkezésre eldönteni, hogy az adaptivitás egyben a valóság helyes tükrözését is jelenti-e. A világ a radikális konstruktivisták szerint ilyen értelemben „megismerhetetlen”.
Vannak mérsékelt konstruktivisták is, mint például Paul Ernest, akik a szubjektivitás helyett a konstruálási elvet tartják a konstruktivizmus lényegének, és nemcsak azt nem tagadják, hogy az objektív valóság létezik, de felvetik, hogy a valóság megismerhető az egyén számára, és az „objektív tudás” fogalma esetleg a konstruktivizmus keretei között is értelmezhető.
A konstruktivisták szerint önmagában nincs értelme objektivista módra azt mondani, hogy egy elmélet jól írja le a valóságot (hozzá kell tenni, hogy ki számára és milyen feltételek között írja le „jól”), de éppen annyira nincs értelme relativista módra azt sem mondani, hogy az elméleteknek semmi közük az objektív valósághoz (hiszen ha így lenne, aligha lehetne bármely elmélet életképes). Azonban szerintük sincs értelme az elméletek objektivitásáról mint metrizálható kritériumról beszélni, ez lényegében üres fogalom. Nem tudunk egyszer s mindenkorra olyan módszert találni, amely összehasonlítana két rivális elméletet igazságtartalom szempontjából, legfeljebb az adaptivitásuk dönthető el az elméleteket létrehozó környezeten belül.

## A konstruktivizmus mint kritikai elmélet

### Kritika az empirizmussal és behaviorizmussal szemben
A konstruktivizmus másik fontos észrevétele a tizenkilencedik században uralkodóvá vált „naiv empirista” tanulási paradigma elleni küzdelem. A természettudományok akkoriban elért hatalmas sikerei folytán elterjedtté vált nézet (terjesztésében általában a természettudósok is aktívan közreműködtek), miszerint a tudás keletkezése egy empirikus alapú kumulatív folyamat, amelyet a tapasztalatszerzés+általánosítás+ellenőrzés (újabb tapasztalatszerzés) tevékenységhármasból álló végtelen induktív lánc jellemez. A konstruktivisták szerint ez a vulgáris modell már keletkezésekor elavult volt, és magukra a természettudományokra sem általános érvényű, a tanulási folyamatok ennél általában jóval bonyolultabbak. Bármilyen meglepő, de a vizsgálatok szerint a gyermek előbb birtokolja a „virág” általánosabb fogalmát, mint a partikulárisabb „rózsáét”. A tanulásban alapvető szerepe lehet a tapasztalatnak is, de több ok miatt – például azért, mert a tanulást végző kognitív rendszerek sok esetben magát a tapasztalatot is felülbírálhatják – valójában csak az egyik eleme az oktatásnak. A tanulás dedukció és nem indukció.
A konstruktivisták élesen elutasítják az empirizmus legkövetkezetesebb pszichológiai megjelenését, a behaviorizmust is. „Napjainkban naiv elképzelésnek számít az a nézet, hogy a diákok azt tanulják meg, amit tanítanak nekik. Éppen ezért a mechanisztikus „input-output” modellek is megkérdőjeleződtek, és visszautalták őket a számítógépek világába.”

### Kritika Piaget-vel szemben
Az újabb kísérleti eredmények hatására a konstruktivisták kritizálják Jean Piaget szakaszos fejlődéselméletét is, bár ennek alapvető hatását a saját elméletükre, elismerik (néhány szerző magát Piaget-t is „konstruktivistának” nevezi). A konstruktivisták szerint Piaget-nek az a megállapítása, miszerint a gyermek fejlődése szigorúan meghatározott sorrendű szakaszokra oszlik, nem tartható, sokkal inkább áll az, hogy a maga szintjén (kis túlzással) gyakorlatilag bárki, életkortól függetlenül, megtanítható bármire, ha ehhez az érzékszervi és gyakorlati feltételek adottak: „Jól megszervezett, alapos vizsgálatok mutatják, hogy a gyerekek iskoláskor előtt már képesek pontos, szillogizmusokat alkalmazó logikai következtetésekre, metaforák megértésére, absztrakt fogalmakkal végzett operációkra, amennyiben ezek a feladatok valamilyen, számukra otthonos területen fogalmazódnak meg. Ugyanakkor ezekben a feladatokban a felnőttek is nyújthatnak gyenge teljesítményt, ha kevés vagy nem jól szervezett tudással rendelkeznek.” (Nahalka: A tanulás. In: Falus István: Didaktika, 117.-158. o.). A tanulás hatékonyságában a konstruktivisták szerint az előismeretek jelentik az elsődleges tényezőt, nem pedig az életkor, vagy a fejlettségi szint.
A konstruktivisták szerint „nem léteznek a gyerekek értelmi fejlődésének minőségileg eltérő szakaszai, s nincsenek életkori sajátosságok sem”. Lehetséges persze, hogy egy csecsemő nem tudja az anyanyelvét, de ez csak azért van, mert az anyanyelv (ahogyan bármilyen bonyolult kognitív rendszer) elsajátításához bizonyos idő szükséges, nem pedig amiatt, mert ezt valami genetikai program akadályozná.

### Képességpedagógia-ellenesség
A konstruktivisták az életkori jellegű értelmi fejlődési szakaszok mellett még elutasítják mind a tradicionális pedagógiai megfigyelésekre vagy értelmezésekre, mind a pszichometriára alapú képességpedagógiát, és gyakorlatilag teljességgel üres, tartalmatlan megnevezéseknek gondolják az olyan divatos fogalmakat, mint a „képességzavar” vagy a „kompetencia alapú oktatás”. Nahalka István, az egyik legismertebb hazai konstruktivista erről így ír: „A konstruktivizmus ismeretelméletére építő pedagógia nem hisz az általános képességek létében. ... Persze egy-egy tudásterületen az ismeretrendszer fejlődése egy folyamat, s kezdetben ez az ismeretrendszer még nem elég szervezett, inkább csak a konkrét példákban él, az általánosabb, befoglaló elméletek nyelvileg még nem megformálhatók, s következtetések bázisául csak nehezen használhatók, ezért úgy tűnik, mintha ez egy minőségileg más szakasza lenne a fejlődésnek, mint a rákövetkező, amikor mindezek az ismeretrendszerek már kellően érettek. Észre kell venni azonban, hogy mindez erősen a tudásterületekhez kötődik, vagyis feltételezhetjük, hogy a különböző tudásterületeken más és más fejlettséget tapasztalhatunk, vagyis a gyerek általános fejlettsége nem jellemezhető valamilyen értelmi fejlődési szakasz sajátosságaival. Van olyan terület, amiben még a konkrét műveletek szakaszának jellemzőivel írható le legjobban a gondolkodása, van viszont olyan, ahol már absztrakt fogalmakat és deduktív következtetéseket használ. Mindez az adott terület fejlettségétől függ. Az empirikus vizsgálatok közül rendkívül sok feltárta a folyamatok magyarázatának ilyen lehetőségét (pl.: Fay–Klahr 1996; Gilbert–Swift 1985; Brown–Desforges 1979; Novak 1977).
A konstruktivizmus elveti az elme moduláris felépítését: Nincsenek az agyunkban minigépek (általános képességek), amelyekbe csak bele kell táplálni valamilyen specifikus információt, és azok rögtön kidobják a célértékeket. Egyetlen általános képesség létezik: a beáramló információk feldolgozásának képessége, amely érzéketlen azzal szemben, hogy az információ milyen szakterületről érkezik. Nem létezik történelemtudományi kompetencia abban az értelemben, ahogyan erről a jelenlegi pedagógiában beszélnek: mindössze a történelemtudományban való jártasság létezik, amely a témakörrel való foglalkozással erősíthető.

### Iskolakritika

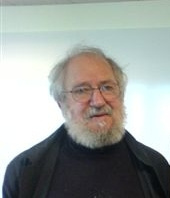
Seymour Papert

Számos konstruktivista fogalmazott meg olyan nézeteket, miszerint a tradicionális elvekre épülő intézményes oktatás (az iskolarendszer) nem alkalmas sem a hatékony, sem a gyermekek igényeinek megfelelő és harmonikus fejlődését szolgáló tanulás biztosítására. Egy meglehetősen tipikus példa az egykori Piaget-munkatárs és tanítvány matematikus és informatikus-pedagógus Seymour Papert iskolakritikája.
Papert szerint a gyermek alaptermészete az érdeklődés és kíváncsiság, a tudás iránti vágy; ennek tekintetében óriási ellentmondás, hogy a gyerekek hihetetlen aktivitással és sikerrel tanulják meg pl. az anyanyelvüket, később más ismeretek megtanulása azonban sokszor hihetetlenül nehezen megy. Papert szerint ennek oka, hogy a társadalom nem szolgáltat a gyerekek számára elegendő ingert (építőanyagot) az ilyen területeken való piaget-i tanulás segítésére, vagy szolgáltat ugyan anyagot, de nem segíti azok felhasználását. Mivel a társadalom nem képes spontán módon olyan környezetet biztosítani, aminek segítségével minden létező probléma eseten létrejöhetne a tanítás nélküli tanulás, ezért hozza létre az iskolát. „Az iskolát olyan mesterséges és alacsony hatékonyságú tanulási környezetnek tekintem, amit a társadalom kényszerből hozott létre, miután az informális környezetek bizonyos lényeges területeken elégtelennek bizonyultak.” Más művében felteszi a kérdést, mi lenne, ha a múlt századból időutazás segítségével sebészorvosok és tanárok érkeznének hozzánk a huszadik századba. Az orvosok nem értenék a mai korszerű orvostudományi módszereket és értetlenül néznék az eszközöket is. A múlt századi tanárok viszont minden további nélkül feltalálnák magukat egy iskolai tanteremben, értenék a nálunk történő folyamatokat, és akár az óra vezetését is képesek lennének átvenni.

## A konstruktivista szemléletmód története
Források:
- [halott link]

Előzmények:
- A kognitív pszichológia, tudásreprezentációs elméletek
- Piaget genetikus ismeretelmélete, annak hatása és kritikája
- asszociációs és gestallt-pszichológia
- konstruktivista pszichológiák, szociálkonstruktivizmus
- empirizmus és kritikája
- Seymour Papert és a "konstrukcionizmus"
- Innátizmus: Jerry Fodor, Noam Chomsky
- Kuhn tudományfilozófiai paradigma-elmélete

Híres konstruktivisták:
- R. Driver
- D. Ausubel
- James Novak
- E. Glaserfeld
- Seymour Papert

## Konstruktivizmus a gyakorlati oktatásban
A hatékony tanulásnak két alapvető kognitív feltétele tehát (ebből az elvből következően, emellett persze számtalan más, pl. szervezeti stb. feltétel lehetséges):
- az integráció valóban végbemenjen, és ne csak ennek látszata keletkezzen. Ha például az új információk ütköznek a meglévőkkel, akkor elképzelhető, hogy a tanuló az új információkat afféle „alternatív szellem-univerzumként” kezeli, amelynek törvényeit esetleg hibátlanul felmondja a tanárnak, de valójában nem tekinti érvényesnek, és a későbbiekben sosem alkalmazza, sőt valószínűleg hamar a „kognitív lomtárba” is dobja. Az is lehetséges, hogy a tanuló többé nem tud választani az „alternatív univerzumok” között, többé a régi tudásában sem bízik, de az újat sem tudja hatékonyan alkalmazni;
- az integráció helyesen menjen végbe olyan értelemben, hogy az új információ a „tudáskonstruálás” folyamat alatt ne úgy idomuljon a már meglévő tudáshoz, hogy valami teljesen más dologgá alakuljon át, mint amire eredetileg szánták.
- az egyéni valóságinterpretációknak oktatási szempontból elsősorban akkor van értelmük, ha valamennyire interszubjektivizálhatóak. Ezért meg kell találni azokat a módszereket, amelyek ezt lehetővé teszik: az oktatás azt is jelenti, hogy elérjük az egyéni valóságmodellek egyfajta „kommunikációját”.
- a frontális oktatási módszert a konstruktivizmus a hagyományos (aktív tanár-passzív diák) oktatási szemlélet egyik legegyértelműbb megtestesülésének tekinti, és preferálja a differenciált (elsősorban a kiscsoportos) oktatásmódokat. Bizonyos helyzetekben a frontális oktatásra is szükség van, számos más helyzetben azonban hatékonyabb lehet másféle, kevésbé tradicionális módszerek alkalmazása. A konstruktivista pedagógia egyik igen jelentős kutatási- és vitatémája a frontális oktatás (nem-)alkalmazásának kérdésköre.

A konstruktivizmus nem csak egy kognitív pszichológiai modell, annak ellenére, hogy szemléletében nagyon erősen érvényesül a kognitív pszichológia hatása. Számos szerző azonban felhívja a figyelmet arra, hogy a tanulás nem csak kognitív folyamat: a tanulónak nemcsak gondolatai, hanem érzései, tapasztalatai és elvárásai is. Ezek az oktatási folyamatot szintén erősen befolyásolják. A konstruktivista pedagógusnak ezeket ugyanúgy figyelembe kell vennie az oktatás során, mint az előismereteket. A tanulás során nemcsak az ismeretek állnak kölcsönhatásban egymással, hanem az érzések, tapasztalatok, elvárások és ismeretek együtt állnak bonyolult kölcsönhatásban, mindegyik hathat és visszahathat mindegyik másra. Pl. ha az ütköző ismeretek miatt kognitív disszonancia keletkezik, ez hajtóerőt jelenthet egy tudományos probléma megértésére és önálló kutatásra is, de akár az egész oktatási folyamattal szembeni demotivációt is eredményezhet, a tanuló személyiségétől és más általános, ill. pillanatnyi állapotjellemzőitől függően.

### A radikális konstruktivizmus a gyakorlatban
A radikális konstruktivisták teljesen újraértelmezték a tanár mint információközlő és folyamatirányító szerepét, és úgy tartották, feladata pusztán az önálló tanulás segítésére, feltételeinek megteremtésére (scaffolding – állványozás) korlátozódik. Ez a gyakorlat, az ún. projektmódszerhez hasonlóan, úgy tűnik, legalábbis részlegesen kudarcnak bizonyult: önmagában kevés az oktatási folyamat követelményeinek eléréséhez.

## Fejlődéslélektani vonatkozások
Akárcsak a piageti genetikus ismeretelmélet, a konstruktivizmus is köztes helyet foglal el a pszichogenetikai determinizmus és a szociáldeterminizmus között, igazából egyik fejlődéslélektani szélsőséghez sem sorolható. A velünk született kognitív struktúrák tételezése kizárja, hogy a konstruktivizmust tiszta szociáldeterminista elméletnek tekintsük, de az, hogy a deduktivitás elve miatt a konstruktivizmust a genetikai determinista elméletek közé soroljuk, e pedagógia súlyos félreértése lenne, hiszen a konstruktivisták szerint lehetséges a kognitív struktúrák akár gyökeres módosítása is, a „konceptuális váltás”.
Mivel a konstruktivisták a tudáskonstruálás folyamatát általános érvényű: minden életkorra és helyzetre érvényes törvényszerűségnek tekintik (ezen feltételezés helyességét több fejlődéspszichológiai kísérleti eredmény alátámasztja[forrás?]), felhívják a figyelmet arra, hogy a tanulók kognitív rendszerei a legritkább esetben tekinthető „tiszta lapnak”. A tanulók általában nem üres fejjel érkeznek az oktatási folyamat helyszínére, hanem már nagyon korán megvannak az egyéni elképzeléseik. Ezért már az egészen kis gyermekek esetében tekintettel kell lenni arra, hogy az új, oktatott információk a régebbi, kognitíve már integrált ismeretekkel és elképzelésekkel fognak valami új egységet alkotni.

### Lásd még
- szubjektivizmus
- konstruktivizmus
- konstruktivizmus (ismeretelmélet)
  - radikális v. metafizikai konstruktivizmus[15] – mérsékelt konstruktivizmus
- empirikus konstruktivizmus[16]
- metodológiai v. meadiánus konstruktivizmus
  - kritikai konstruktivizmus
- pszichológiai konstruktivizmus
  - kognitív v. piageti konstruktivizmus – szociálkonstruktivizmus[17]
- pedagógiai konstrukcionizmus
  - perszonális konstruktivizmus
  - kontextuális v. kulturális v. szociohistorikus konstruktivizmus
  - radikális konstruktivizmus (pedagógia)
  - dialektikus konstruktivizmus
  - empirikus konstruktivizmus[18]